# 坂口尚
坂口尚（さかぐち ひさし、1946年5月5日—1995年12月22日），本名坂口尚三，是一位日本漫畫家和動畫師。

## 生平
1963年，坂口尚以完成三張兔子畫面的成績，通過了蟲製作入社考試，並在高中時加入了蟲製作公司，之後他自願從高中退學。他負責《原子小金剛》和《小獅王》的原版插畫。他的導演處女作是《緞帶騎士》，負責了包括最後一集《銀國幸福》在內的8集。
坂口尚能夠透過衣服和外表來識別人們。他的自畫像也穿著木屐。
1969年，坂口尚以漫畫家身分在《COM》九月號的SERIES霧の中以《おさらばしろ!》出道。他之後於《週刊ぼくらマガジン》連載了《ウルフガイ》。 《ウルフガイ》系列結束後，他開始做更多的動畫工作，一年只完成幾本漫畫。
1978年，他在24小時電視 「愛心救地球」的單元電視動畫「一百萬年地球之旅Vander book」中扮演核心角色。在緊張的製作現場，他有時會與手塚治虫發生衝突。仲裁人是現任手塚製作社社長松谷孝征。
1979年，在新浪潮鼎盛時期，他出版了包括《販賣龍捲風的老人》在內的系列作品《午後的風》，並於1980年連載了《十二色物語》。由於他的漫畫充滿詩歌風格，被稱為“短篇漫畫高手”和“詩人”。
1983年，中篇漫畫《石之花》開始連載。此後，他開始主要創作長篇漫畫，並出版了三部漫畫：《石之花》、《VERSION》和《一休和尚》（あっかんべェ一休）。 《石之花》以南斯拉夫複雜的政治環境來影射世界，成為坂口的代表作之一，並曾五度重新出版。
儘管他被部分人士視為手塚治虫的接棒人，但在1995年12月22日，就在他完成《一休和尚》的最後一章，並參加第四卷封面的校對之後，坂口尚在家中浴室裡急性心臟衰竭而去世。